# Debregeasia elliptica
Debregeasia elliptica là loài thực vật có hoa trong họ Tầm ma. Loài này được C.J.Chen mô tả khoa học đầu tiên năm 1983.